# كون سوليفان
كون سوليفان (بالإنجليزية: Con Sullivan)‏ هو لاعب دوري الرغبي نيوزيلندي، ولد في 1883 في سيدني في أستراليا، وتوفي في 31 أكتوبر 1964 في شاتسوود ‏ في أستراليا.